# Ramziya al-Iryani
Ramziya Abbas al-Iryani (رمزية عباس الإرياني) o al-Eryani (Iryan, 1954 - Berlín, 14 de noviembre de 2013) fue una pionera novelista, escritora, diplomática y feminista yemení. Fue sobrina, además, del expresidente Abdul Rahman al-Iryani.

## Biografía
Nació en el pueblo de Iryan, en la Gobernación de Ibb. Asistió a la escuela secundaria en Taiz y luego estudió filosofía en la Universidad de El Cairo obteniendo una licenciatura en 1977. También recibió una maestría en literatura árabe. En 1980, se convirtió en la primera mujer en unirse al cuerpo diplomático yemení. Fue presidenta de la Unión de Mujeres Yemeníes (YWU) y miembro de la junta directiva de la Organización de Familias Árabes.
En su trabajo político, fue una defensora incansable del feminismo en Yemen y alentó a las mujeres a postularse para cargos políticos. En 2012, y durante la Celebración del Día Internacional de la Mujer, pronunció un discurso de apertura como directora de YWU. Al-Eryani murió en 2013 en Berlín durante una cirugía; su cuerpo fue devuelto a Saná y enterrado en el cementerio de al-Rahma.

### Carrera literaria
Comenzó a publicar cuando aún era una adolescente. Su novela Ḍaḥīyat al-Jasha' (en español: La víctima de la codicia), publicada en 1970, es considerada la primera novela de una mujer en su país. Su primer libro de cuentos, La'allahu ya'ud (en español: Quizás, el volverá) fue publicado en Damasco, en 1981. Desde entonces, escribió varios volúmenes más de ficción, así como varios libros para niños. También escribió un libro sobre mujeres pioneras yemeníes llamado Raidat Yemeniyat (1990). Las historias cortas de Al-Iryani han sido traducidas al inglés en una antología de escritoras árabes.
Los escritos de Al-Iryani abordan cuestiones de género en una sociedad predominantemente patriarcal e islámica. También escribió sobre la importancia de la educación para las mujeres en la sociedad árabe. Otros temas que abordó incluyen las luchas políticas yemeníes de la época.